# ماجراجو (رمان)
ماجراجو (انگلیسی: Adventure) کتابی نوشته جک لندن است که در ۱۹۱۱ چاپ شده است.
این کتاب توسط انتشارات مک‌میلن در ۴۰۵ صفحه در کشور ایالات متحده آمریکا چاپ شده است.